# Jeff Nordgaard
Jeff Nordgaard, né le 23 février 1973 à Dawson, dans le Minnesota (États-Unis), est un ancien joueur de basket-ball américano-polonais.

## Palmarès
- Champion de Pologne en 2003, 2006 et 2007